# Finn Henriksen
Finn Henriksen (* 29. Januar 1933 in Randers; † 6. Dezember 2008) war ein dänischer Filmregisseur, Drehbuchautor und Filmeditor.

## Werdegang
Der Sohn eines Bildschnitzers aus Randers begann seine berufliche Karriere als Postangestellter. 1952 kam er als Regieassistent zu Nordisk Film und arbeitete unter Regisseuren wie Erik Balling und Gabriel Axel. 1960 gab er mit der Musikkomödie Verliebt in Kopenhagen sein erfolgreiches Regiedebüt, woraufhin er 1962 eine Festanstellung als Regisseur erhielt. Nach einigen weiteren eigenen Filmen verlegte er sich jedoch ab etwa 1970 hauptsächlich auf den Filmschnitt für Filme anderer Regisseure. Zu seinen diesbezüglichen Aktivitäten gehören unter anderem drei Filme der Olsenbande und der Oscar-prämierte Spielfilm Babettes Fest. Bei einigen der Sengekanten-Erotikkomödien der 1970er Jahre fungierte er als Autor und Produzent. Für das Fernsehen inszenierte er 1986 als Autor und Regisseur die Weihnachtsserie Jul på slottet.
Neben seiner Karriere beim Film war Henriksen auch als Musiker aktiv. In seiner Jugend spielte er Kontrabass in einem Jazz-Amateurorchester. Später spielte er Violine in verschiedenen Orchestern und Kammermusikensembles.

## Filmografie
- 1954: Kongeligt besøg (Regieassistenz)
- 1954: Karen, Maren og Mette (Regieassistenz)
- 1956: Ein Mädel zum Küssen (Kispus; Regieassistenz)
- 1956: Qivitoq (Regieassistenz)
- 1958: Pigen og vandpytten (Script)
- 1958: 6-dagesløbet (Regieassistenz)
- 1958: Goldene Berge (Guld og grønne skove; Regieassistenz)
- 1959: Einesteils der Liebe wegen (Poeten og Lillemor; Regieassistenz)
- 1959: Helle for Helene (Regieassistenz)
- 1960: Verliebt in Kopenhagen (Forelsket i København; Buch und Regie)
- 1960: Einesteils der Liebe wegen – 2. Teil (Poeten og Lillemor og Lotte; Regieassistenz)
- 1960: Tro, håb og Trolddom (Second-Unit-Regieassistenz)
- 1961: Einesteils der Liebe wegen – 3. Teil (Poeten og Lillemor i forårshumør; Regieassistenz)
- 1961: Cirkus Buster (Regieassistenz)
- 1961: Mine tossede drenge (Regieassistenz)
- 1962: Prinsesse for en dag (Buch und Regie)
- 1963: Bussen (Regie)
- 1963: April (Buch und Regie)
- 1964: Tine (Regieassistenz)
- 1964: Paradis retur (Produktionsleitung)
- 1965: Die Flottenpflaume (Flådens friske fyre; Regie)
- 1965: Norden i flammer (Dokumentation; Regie)
- 1966: Zieh’ dich an, Komtesse (Pigen og greven; Buch und Regie)
- 1966: Naboerne (Regieassistenz)
- 1966: Der Bettelprinz (Der var engang; Aufnahmeleitung)
- 1967: Far laver sovsen (Buch und Regie)
- 1967: Die Ferien meiner Frau (Min kones ferie; Buch und Liedtexte)
- 1968: Stormvarsel (Aufnahmeleitung)
- 1969: Helle for Lykke (Buch und Regie)
- 1970: Mazurka im Bett (Mazurka på sengekanten; Produktion)
- 1970: Geliebte Christa – Stewardessen küssen heiß (Christa; Filmschnitt)
- 1971: Mutti, Mutti, er hat doch gebohrt (Tandlæge på sengekanten; Buch und Produktion)
- 1971: Porno Pop (Filmschnitt)
- 1971: Hvorfor gør de det? (Filmschnitt)
- 1972: Studentenfutter (Rektor på sengekanten; Buch und Produktion)
- 1972: Motorvej på sengekanten (Buch und Produktion)
- 1973: Fætrene på Torndal (Buch und Produktion)
- 1974: Pigen og drømmeslottet (Buch, Regie und Liedtexte)
- 1975: Piger i trøjen (Buch, Regie und Liedtexte)
- 1975: Familien Gyldenkål (Filmschnitt)
- 1976: Piger i trøjen 2 (Buch und Regie)
- 1976: Julefrokosten (Buch, Regie und Filmschnitt)
- 1976: Danish Bedside (Hopla på sengekanten; Filmschnitt)
- 1977: Alt på et bræt (Filmschnitt)
- 1977: Piger til søs (Buch, Regie und Liedtexte)
- 1977: Familien Gyldenkål vinder valget (Filmschnitt)
- 1978: Fængslende feriedage (Buch und Regie)
- 1979: Die Olsenbande ergibt sich nie (Olsen-banden overgiver sig aldrig; Filmschnitt)
- 1979: Die Leute von Korsbaek (Matador, Fernsehserie; Filmschnitt)
- 1979: SK 48 – Reserveofficeren (Dokumentation; Regie)
- 1980: Attentat (Produktionsassistenz)
- 1981: Die Olsenbande fliegt über die Planke (Olsen-bandens flugt over plankeværket; Filmschnitt)
- 1981: Die Olsenbande fliegt über alle Berge (Olsen-banden over alle bjerge; Filmschnitt)
- 1982: Kidnapning (Filmschnitt)
- 1982: Mille og Mikkel (Fernsehserie; Buch und Regie)
- 1982: Een stor familie (Fernsehserie; Filmschnitt)
- 1984: Kopenhagen – mitten in der Nacht (Midt om natten; Filmschnitt)
- 1986: Jul på slottet (Fernsehserie; Buch, Regie und Liedtexte)
- 1987: Babettes Fest (Babettes gæstebud; Filmschnitt)
- 1988: Jydekompagniet (Buch, Regie und Filmschnitt)
- 1988: Station 13 (Fernsehserie; Filmschnitt)
- 1989: Jydekompagniet 3 (Buch, Regie und Filmschnitt)
- 1990: Casanova (Filmschnitt)
- 1992: Krümel im Chaos (Krummerne 2 – Stakkels Krumme; Regieassistenz)
- 1994: Prince of Jutland (Regieassistenz)
- 1999: Morten Korch – Ved stillebækken (Fernsehserie; Drehfassung und Regie)